# Associazione Calcio Fiorentina 1930-1931
Questa voce raccoglie le informazioni riguardanti l'Associazione Calcio Fiorentina nelle competizioni ufficiali della stagione 1930-1931.

## Stagione
Il campionato 1930-1931 della Serie B lo vinse proprio la Fiorentina che conquistò la vetta della classifica con 46 punti. La Fiorentina giunse a pari merito con il Bari, proprio l'erede della squadra che tre anni prima aveva strappato il titolo cadetti ai gigliati. La squadra viola si guadagnò così la serie A.
In casa riuscì sempre a segnare almeno una rete anche se non riportò mai risultati eclatanti. Alla formazione si erano aggiunti il portiere Bruno Ballante detto “il gatto magico” (dalla Roma), e il difensore Renato Vignolini. Il Marchese Luigi Ridolfi aveva intanto ripreso la presidenza della squadra.
Il Marchese pensò anche di dimettersi a causa di altri impegni politici e sportivi. La Federcalcio però invitò Ridolfi ad assumere almeno la carica di Commissario Straordinario, che venne accettata volentieri. Con l'esordio dei viola in serie A il Bellini verrà abbandonato e demolito nel primo dopoguerra.

## Rosa
| N. |                             | Ruolo | Calciatore         |
| -- | --------------------------- | ----- | ------------------ |
|    | Italia (bandiera)           | P     | Bruno Ballante     |
|    | Italia (bandiera)           | P     | Arturo Maffei      |
|    | Italia (bandiera)           | P     | Mario Sernagiotto  |
|    | Italia (bandiera)           | D     | Giovanni Corbyons  |
|    | Italia (bandiera)           | D     | Renato Vignolini   |
|    | Italia (bandiera)           | D     | Vittorio Staccione |
|    | Italia (bandiera)           | D     | Renzo Magli        |
|    | Italia (bandiera)           | D     | Francesco Riviera  |
|    | Italia (bandiera)           | D     | Giordano Sinibaldi |
|    | Italia (bandiera)           | D     | Mario Pizziolo     |
|    | Austria-Ungheria (bandiera) | C     | Andrea Gregar      |
|    | Austria-Ungheria (bandiera) | C     | Oliviero Serdoz    |
|    | Italia (bandiera)           | C     | Curzio Longoni     |
|    | Italia (bandiera)           | C     | Alberto Merciai    |

| N. |                   | Ruolo | Calciatore           |
| -- | ----------------- | ----- | -------------------- |
|    | Italia (bandiera) | C     | Mario Meucci         |
|    | Italia (bandiera) | C     | Giuseppe Galluzzi    |
|    | Italia (bandiera) | C     | Bruno Neri           |
|    | Italia (bandiera) | C     | Mario Olenich        |
|    | Italia (bandiera) | C     | Olmi                 |
|    | Italia (bandiera) | C     | Italo Pizziolo       |
|    | Italia (bandiera) | C     | Oscar Segoni (III)   |
|    | Italia (bandiera) | A     | Fortunato Baldinotti |
|    | Italia (bandiera) | A     | Amalio Balzarini     |
|    | Italia (bandiera) | A     | Italo Bandini        |
|    | Italia (bandiera) | A     | Pilade Luchetti      |
|    | Italia (bandiera) | A     | Raffaele Rivolo      |
|    | Italia (bandiera) | A     | Antonio Moretti      |
|    | Italia (bandiera) | A     | Clotario Stafetta    |

## Risultati

### Girone di andata
| Arbitro: | Omodei Zorini (Novara) |

|                                                         |           |  |
| Moretti 46’ Rivolo 49’ Luchetti 61’, 89’ Baldinotti 75’ | Marcatori |  |

| Pistoia 5 ottobre 1930 2ª giornata | Pistoiese        | 0 – 0 | Fiorentina | Stadio Monteoliveto\| Arbitro: \| Carraro (Padova) \| |
| Arbitro:                           | Carraro (Padova) |       |            |                                                       |

| Arbitro: | U.Gama (Milano) |

|  |           |                                      |
|  | Marcatori | 25’ Luchetti 44’ Rivolo 75’ Luchetti |

| Arbitro: | Sassi (Roma) |

|                        |           |          |
| Serdoz 10’ Moretti 15’ | Marcatori | 8’ Scher |

| Arbitro: | Biancone (Roma) |

|                           |           |  |
| Galluzzi 20’ Luchetti 44’ | Marcatori |  |

| Arbitro: | Barlassina jr (Novara) |

|                 |           |  |
| Radice 30’, 33’ | Marcatori |  |

| Arbitro: | Gonani (Ravenna) |

|                                          |           |                |
| Baldinotti 4’ Moretti 43’ Baldinotti 65’ | Marcatori | 72’ Camisaschi |

| Bergamo 16 novembre 1930 8ª giornata | Atalanta           | 0 – 0 | Fiorentina | Stadio Mario Brumana\| Arbitro: \| Turbiani (Ferrara) \| |
| Arbitro:                             | Turbiani (Ferrara) |       |            |                                                          |

| Arbitro: | Carraro (Padova) |

|              |           |  |
| Versaldi 79’ | Marcatori |  |

| Arbitro: | Melandri (Savona) |

|                                                |           |               |
| Corbjons 14’ Serdoz 43’ Moretti 60’ Serdoz 80’ | Marcatori | 47’ Simonetti |

| Arbitro: | Sardi (Genova) |

|                         |           |  |
| Luchetti 35’ Serdoz 81’ | Marcatori |  |

| Arbitro: | Gonani (Ravenna) |

|            |           |            |
| Arneri 15’ | Marcatori | 20’ Serdoz |

| Arbitro: | Bruna (Venezia) |

|                             |           |                                  |
| Moretti 20’ Serdoz 40’, 80’ | Marcatori | 70’ Fornarola 82’ (rig.) Modotti |

| Arbitro: | R. Barlassina (Novara) |

|                |           |                       |
| V. Gravisi 39’ | Marcatori | 3’ Kregar 25’ Moretti |

| Arbitro: | Caironi (Milano) |

|                 |           |                       |
| D. Gay 70’, 88’ | Marcatori | 2’ Stafetta 5’ Kregar |

| Arbitro: | Mattea (Torino) |

|               |           |              |
| Narizzano 34’ | Marcatori | 15’ Corbjons |

| Arbitro: | Turbiani (Ferrara) |

|                          |           |  |
| Moretti 20’ Galluzzi 30’ | Marcatori |  |

### Girone di ritorno
| Arbitro: | U. Gama (Milano) |

|             |           |                                    |
| Vaccari 13’ | Marcatori | 51’ Serdoz 55’ Rivolo 82’ Stafetta |

| Arbitro: | Dani (Genova) |

|              |           |                  |
| Pizziolo 67’ | Marcatori | 51’ (aut.) Magli |

| Arbitro: | Rovida (Milano) |

|            |           |             |
| Serdoz 75’ | Marcatori | 36’ Moretti |

| Arbitro: | Mastellari (Bologna) |

|           |           |  |
| Engel 40’ | Marcatori |  |

| Arbitro: | Scorzoni (Bologna) |

|                          |           |  |
| Cipriani 52’ Patuzzi 83’ | Marcatori |  |

| Arbitro: | Guarnieri (Milano) |

|              |           |  |
| Stafetta 42’ | Marcatori |  |

| Cremona 5 aprile 1931 24ª giornata | Cremonese          | 0 – 0 | Fiorentina | Stadio Giovanni Zini\| Arbitro: \| Guarnieri (Milano) \| |
| Arbitro:                           | Guarnieri (Milano) |       |            |                                                          |

| Arbitro: | Casetta (Milano) |

|            |           |  |
| Rivolo 80’ | Marcatori |  |

| Arbitro: | Melandri (Savona) |

|            |           |                 |
| Rivolo 47’ | Marcatori | 8’, 9’ Rizzotti |

| Arbitro: | Carraro (Padova) |

|                            |           |            |
| Molinis 29’ Snidersich 49’ | Marcatori | 50’ Serdoz |

| Arbitro: | Rovida (Milano) |

|                                   |           |                     |
| Bonello 77’ A. Bianchi 81’ (rig.) | Marcatori | 17’, 80’ Baldinotti |

| Arbitro: | Mazzarini (Roma) |

|                   |           |  |
| Stafetta 76’, 78’ | Marcatori |  |

| Arbitro: | U. Gama (Milano) |

|              |           |                         |
| Vittorio 16’ | Marcatori | 5’ Luchetti 87’ Galuzzi |

| Arbitro: | Mattea (Torino) |

|               |           |  |
| Baldinotti 2’ | Marcatori |  |

| Arbitro: | U. Gama (Milano) |

|                                     |           |  |
| Luchetti 26’, 41’ Stafetta 52’, 66’ | Marcatori |  |

| Arbitro: | Guarnieri (Milano) |

|              |           |  |
| Stafetta 43’ | Marcatori |  |

| Arbitro: | Gonani (Ravenna) |

|                |           |                |
| Debarbieri 26’ | Marcatori | 55’ Baldinotti |

## Statistiche

### Statistiche di squadra
| Competizione | Punti | In casa | In casa | In casa | In casa | In casa | In casa | In trasferta | In trasferta | In trasferta | In trasferta | In trasferta | In trasferta | Totale | Totale | Totale | Totale | Totale | Totale | DR  |
| Competizione | Punti | G       | V       | N       | P       | Gf      | Gs      | G            | V            | N            | P            | Gf           | Gs           | G      | V      | N      | P      | Gf     | Gs     | DR  |
| ------------ | ----- | ------- | ------- | ------- | ------- | ------- | ------- | ------------ | ------------ | ------------ | ------------ | ------------ | ------------ | ------ | ------ | ------ | ------ | ------ | ------ | --- |
| Serie B      | 46    | 17      | 14      | 2       | 1       | 36      | 9       | 17           | 4            | 8            | 5            | 18           | 18           | 34     | 18     | 10     | 6      | 54     | 27     | +27 |

### Statistiche dei giocatori
| Giocatore       | Serie B  | Serie B |
| Giocatore       | Presenze | Reti    |
| --------------- | -------- | ------- |
| I. Bandini      | 0        | 0       |
| F. Baldinotti   | 15       | 7       |
| B. Ballante     | 33       | -27     |
| A. Balzarini    | 0        | 0       |
| G. Corbyons     | 19       | 2       |
| G. Galluzzi     | 30       | 3       |
| A. Gregar       | 16       | 2       |
| C. Longoni      | 0        | 0       |
| P. Luchetti     | 20       | 9       |
| A. Maffei       | 0        | 0       |
| R. Magli        | 16       | 0       |
| A. Merciai      | 1        | 0       |
| M. Meucci       | 2        | 0       |
| M. Moretti (II) | 25       | 7       |
| B. Neri         | 33       | 0       |
| M. Olenich      | 0        | 0       |
| Olmi            | 0        | 0       |
| I. Pizziolo     | 23       | 0       |
| M. Pizziolo     | 12       | 1       |
| F. Riviera      | 0        | 0       |
| R. Rivolo       | 21       | 6       |
| O. Segoni (III) | 0        | 0       |
| O. Serdoz       | 19       | 9       |
| M. Sernagiotto  | 1        | -0      |
| G. Sinibaldi    | 11       | 0       |
| V. Staccione    | 23       | 0       |
| C. Stafetta     | 21       | 8       |
| R. Vignolini    | 32       | 0       |